# Bohostice
Bohostice (en allemand : Bohostitz) est une commune du district de Příbram, dans la région de Bohême-Centrale, en République tchèque. Sa population s'élevait à 200 habitants en 2022.

## Géographie
Bohostice se trouve sur la rive gauche de la Vltava, au niveau du réservoir d'Orlík, dont le barrage se trouve sur le territoire des communes de Bohostice et de Milešov.
Bohostice est située à 15 km au sud-est de Příbram et à 69 km au sud-ouest de Prague.
La commune est limitée par Smolotely et Solenice au nord, par la Vltava et la commune de Milešov à l'est, par Klučenice au sud-est, par Kozárovice au sud et à l'ouest, et par Cetyně à l'ouest.

## Histoire
La première mention de la localité date de 1386.

## Patrimoine

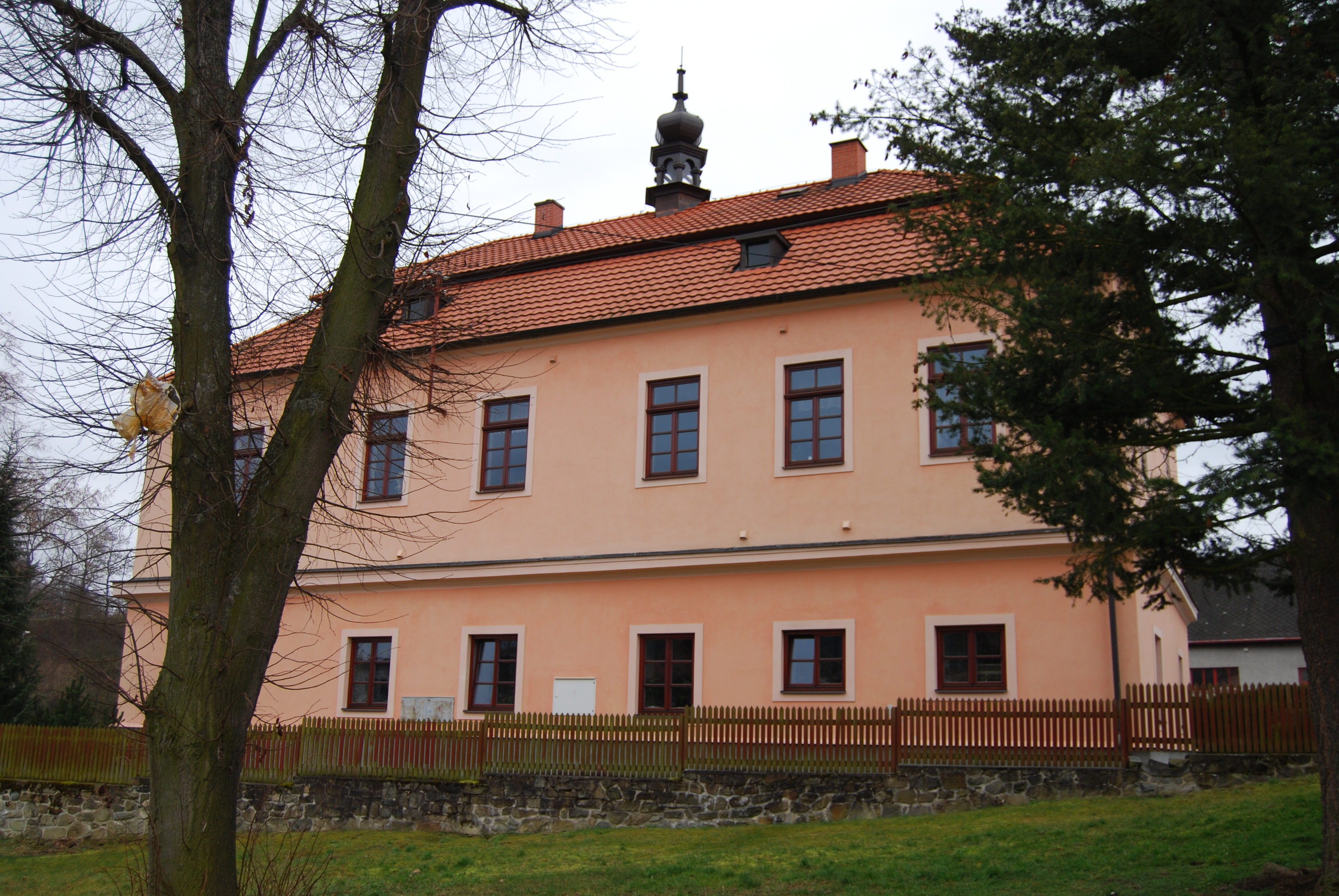
Château de Bohostice.
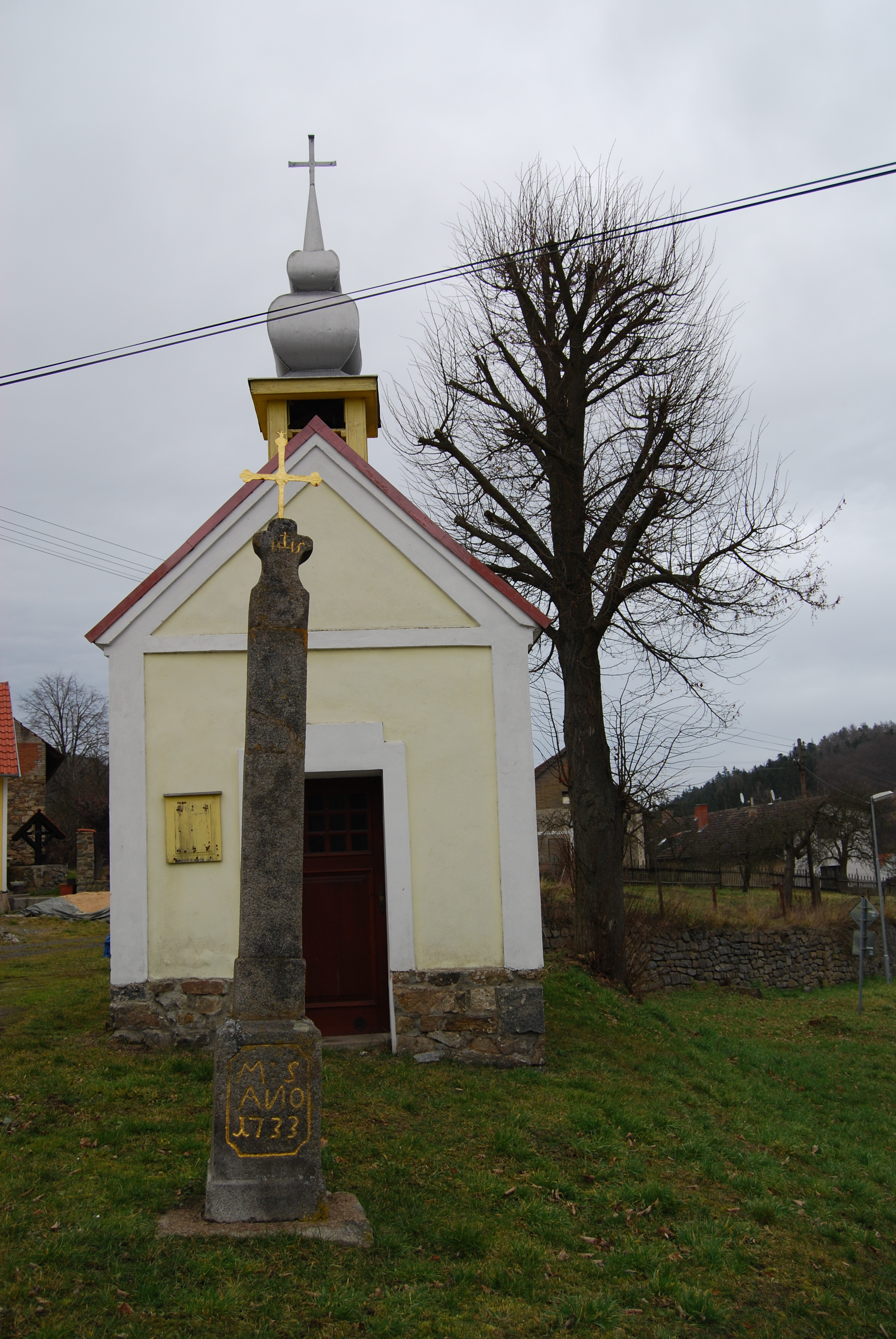
Chapelle de la Croix.

## Administration
La commune se compose de deux sections :
- Bohostice
- Kamenná

## Transports
Par la route, Bohostice se trouve à 18 km de Příbram et à 72 km de Prague. 